# Philokles (Strategos)
Philokles (altgriechisch Φιλοκλής Philoklḗs; † 405 v. Chr. bei Aigospotamoi) war ein attischer Strategos während des Peloponnesischen Kriegs.
Nachdem die Athener 406 v. Chr. im Arginusenprozess ihre besten Admirale zum Tode verurteilt und hingerichtet hatten, wurde Philokles 405 zusammen mit mehreren anderen Kollegen (Konon, Adeimantos, Menandros und Tydeus) zum Strategen gewählt und ging mit der attischen Flotte an den Hellespont. Dort erregte die inkompetente Flottenführung der Admirale den Unmut des abgesetzten Feldherrn Alkibiades, der sich dem athenischen Schiffslager bei Aigospotamoi näherte, um die Strategen zu ermahnen. Diese glaubten jedoch, auf die Ratschläge ihres erfahrenen Vorgängers verzichten zu können, und verwiesen ihn mit groben Schmähungen des Lagers.
Am folgenden Tag führte Philokles turnusgemäß den Oberbefehl, als es dem spartanischen Seeherrn Lysander gelang, die Flotte der Athener an ihrem ungeschützten Lagerplatz zu überraschen und in einem handstreichartigen Überfall vollständig zu vernichten, wobei die meisten Ruderer und Soldaten nicht rechtzeitig in ihre Schiffe gelangten und am Ufer aufgegriffen wurden. Von etwa 180 Schiffen entkamen lediglich neun, und Lysander machte 3000 Gefangene. Die attischen Bürger unter diesen ließ er hinrichten, ebenso wie die Strategen. Genauer berichtet wird das Schicksal des Philokles, dem besondere Grausamkeit zur Last gelegt wurde, weil er die Gefangenen zweier Schiffe aus Korinth und Andros ins Meer werfen ließ und die athenische Heeresversammlung zu dem Beschluss überredete, nach dem erwarteten Sieg allen feindlichen Gefangenen die rechte Hand oder den rechten Daumen abzuhacken. Lysander fragte ihn, welche Strafe er für diese Verbrechen wohl verdient habe, und als Philokles ihm sein Recht zu urteilen bestreiten wollte, schnitt er ihm persönlich die Kehle durch.